# Sion Swifts Ladies And Girls Football Club
Maillots
Le Sion Swifts Ladies And Girls Football Club est un club de football féminin basé à Strabane.

## Histoire
Le 7 septembre 2017, le Sion Swifts Ladies And Girls Football Club remporte le premier trophée national de son histoire, la Coupe d'Irlande du Nord. Sion bat en finale Newry City sur le score de 2 à 0.
La même année, après seulement trois saisons en première division, Sion Swifts s'invite sur le podium et termine à une belle deuxième place.
Le 12 février 2024 quelques semaines après avoir terminé le championnat à la quatrième place, la direction du club annonce, à la surprise générale, l'intention du club d'abandonner sa participation au championnat d'Irlande du Nord pour rejoindre une compétition régionale amateure.

## Palmarès
- Coupe d'Irlande du Nord
  - Vainqueur en 2017
  - Finaliste en 2022

- Coupe de la Ligue d'Irlande du Nord
  - Vainqueur en 2022
  - Finaliste en 2019 et 2023